# Operador nabla
En càlcul vectorial, l'operador nabla és un operador diferencial vectorial representat amb el símbol nabla ∇.
En un sistema de coordenades cartesianes tridimensional R3 amb coordenades (x, y, z), l'operador nabla es pot definir com a
{\displaystyle \nabla ={\begin{pmatrix}{\partial  \over \partial x},{\partial  \over \partial y},{\partial  \over \partial z}\end{pmatrix}}}
o, alternativament,
{\displaystyle \nabla =\mathbf {i} {\partial  \over \partial x}+\mathbf {j} {\partial  \over \partial y}+\mathbf {k} {\partial  \over \partial z}}
on {\displaystyle (\mathbf {i} ,\mathbf {j} ,\mathbf {k} )} és la base canònica en R3.
L'operador nabla es pot generalitzar a espais euclidians de n dimensions Rn. En un sistema de coordenades cartesianes amb coordenades (x1, x₂, ..., xn), l'operador nabla és:
{\displaystyle \nabla =\sum _{i=1}^{n}e_{i}{\partial  \over \partial x_{i}}}
on {\displaystyle \{e_{i}:1\leq i\leq n\}} és la base canònica en aquest espai.
De forma més compacta, l'operador nabla s'escriu com a 
{\displaystyle \nabla ={\hat {e}}_{i}\partial _{i}.}

## Usos de l'operador nabla
Intuïtivament, l'operador nabla es pot descriure com la forma general de derivades en múltiples dimensions. Així, si es fa servir per una sola dimensió, pren la forma de derivada.
El vector derivació d'un camp escalar f s'anomena el gradient, i és igual a
{\displaystyle \nabla f=\left({\partial f \over \partial x},{\partial f \over \partial y},{\partial f \over \partial z}\right).}
Sempre assenyala la direcció del major creixement de f, i té una magnitud igual a la raó màxima de creixement al punt — anàlogament a la derivada estàndard.
També es pot fer servir l'operador nabla pel producte escalar i el producte vectorial d'un campt vectorial {\displaystyle v=(v_{1},v_{2},v_{3})} per aconseguir la divergència i el rotacional, definits respectivament per les fórmules
{\displaystyle \nabla \cdot v={\partial v_{1} \over \partial x}+{\partial v_{2} \over \partial y}+{\partial v_{3} \over \partial z}}
i
{\displaystyle \nabla \times v=\left({\frac {\partial v_{3}}{\partial y}}-{\frac {\partial v_{2}}{\partial z}},{\frac {\partial v_{1}}{\partial z}}-{\frac {\partial v_{3}}{\partial x}},{\frac {\partial v_{2}}{\partial x}}-{\frac {\partial v_{1}}{\partial y}}\right)}
La divergència és, breument, una mesura de "propagació" — informa de quant augmenta un vector en qualsevol direcció. El rotacional és una mesura de "gir" — informa de quina manera un camp, si fos un camp de forces, donaria voltes.
Un altre operador útil relacionat amb l'operador nabla, és el Laplacià, {\displaystyle \Delta =\nabla ^{2}.}

### Operador nabla en altres sistemes de coordenades
Quan es fan servir sistemes de coordenades diferents de les coordenades cartesianes, l'expressió de l'operador nabla s'ha de generalitzar. En sistemes de coordenades ortogonals, com les cartesianes, les coordenades cilíndriques y les coordenades esfèriques, en l'expressió hi apareixen els factors d'escala:

{\displaystyle \nabla ={\frac {{\hat {q}}_{1}}{h_{1}}}{\partial  \over \partial q_{1}}+{\frac {{\hat {q}}_{2}}{h_{2}}}{\partial  \over \partial q_{2}}+{\frac {{\hat {q}}_{3}}{h_{3}}}{\partial  \over \partial q_{3}}}

En particular, per coordenades cilíndriques ({\displaystyle h_{\rho }=h_{z}=1,\ h_{\varphi }=\rho }) resulta

{\displaystyle \nabla ={\hat {\rho }}{\frac {\partial }{\partial \rho }}+{\frac {\hat {\varphi }}{\rho }}{\frac {\partial }{\partial \varphi }}+{\hat {z}}{\frac {\partial }{\partial z}}}

i per coordenades esfèriques ({\displaystyle h_{r}=1,\ h_{\theta }=r,\ h_{\varphi }=r{\rm {sen}}\theta })

{\displaystyle \nabla ={\hat {r}}{\frac {\partial }{\partial r}}+{\frac {\hat {\theta }}{r}}{\frac {\partial }{\partial \theta }}+{\frac {\hat {\varphi }}{r\,{\rm {sen}}\,\theta }}{\frac {\partial }{\partial \varphi }}}

## L'operador nabla i les derivades segones
Per un camp escalar f, la primera derivada és {\displaystyle \nabla f}, que és un vector.
Pels vectors, hi ha tres formes primàries de multiplicació — producte vectorial, producte usual i producte dyadic. Així, hi ha tres maneres possibles de segona derivada per un camp escalar. Mentre que hi ha tres possibilitats de primera derivada per un camp vectorial, una d'aquestes és un escalar, una un vector i l'altra un tensor. Com que el producte vectorial no està ben definit en tensors, tenim 1 + 3 + 2 = 6 segones derivades per un camp vectorial:
| Per un camp escalar {\displaystyle f}        |                                               |                                                 |
| {\displaystyle \nabla \cdot \nabla f}        | {\displaystyle \nabla \times \nabla f}        | {\displaystyle \nabla \otimes \nabla f}         |
| Per un camp vectorial {\displaystyle v}      |                                               |                                                 |
| {\displaystyle \nabla \cdot \nabla \times v} | {\displaystyle \nabla \times \nabla \times v} | {\displaystyle \nabla \otimes \nabla \times v}  |
| {\displaystyle \nabla (\nabla \cdot v)}      | {\displaystyle \nabla \cdot \nabla \otimes v} | {\displaystyle \nabla \otimes \nabla \otimes v} |

Així, l'operador nabla es comporta com qualsevol altre vector en dues d'aquestes identitats. Com que l'operador nabla no té realment una direcció, és difícil d'esperar. Tot i això, com que les funciones es comporten "bé",
{\displaystyle \nabla \times \nabla f=0}
{\displaystyle \nabla \cdot \nabla \times v=0}
A més, com que les funcions es comporten bé, dues d'aquestes segones derivades són sempre iguals:
{\displaystyle \nabla \cdot \nabla \otimes v=\nabla (\nabla \cdot v)}
Per tant, només hi ha 6 derivades segones úniques no trivials per funcions ben definides:
| {\displaystyle \nabla \cdot \nabla f}         | {\displaystyle \nabla \otimes \nabla f}        | {\displaystyle \nabla (\nabla \cdot v)}         |
| {\displaystyle \nabla \times \nabla \times v} | {\displaystyle \nabla \otimes \nabla \times v} | {\displaystyle \nabla \otimes \nabla \otimes v} |

El Laplacià {\displaystyle \nabla ^{2}f} és el més important de totes les segones derivades; tot i això, per funcions ben definides la matriu {\displaystyle \nabla \otimes \nabla f} és una matriu simètrica, i, en conseqüència, també és usualment un matriu hermítica. Les matrius hermítiques tenen valors propis reals i vectors propis ortogonals.
Finalment, dues identitats més:
{\displaystyle \nabla \cdot \nabla f=\nabla ^{2}f}
{\displaystyle \nabla \times \nabla \times v=\nabla (\nabla \cdot v)-\nabla ^{2}v.}